# کسنیا کووالنکو
کسنیا کووالنکو (روسی: Ксения Алексеевна Коваленко؛ زادهٔ ۲۶ مهٔ ۱۹۹۰) بازیکن فوتبال اهل روسیه است.
وی همچنین در تیم‌های ملی فوتبال Russia women's national under-17 football team, Russia women's national under-19 football team، و زنان روسیه بازی کرده‌است.